# سبک و هنر شعری حافظ
حافظ بیش از آن که مبتکر باشد، به‌کمال‌رسانندهٔ سُنت‌های خوبی است که گذشتگان آفریدند. در توصیف کلی شعر حافظ می‌توان دو نکته ذکر کرد: یکی فشردگی بسیار در به‌کاربستن عناصر مختلفِ رسیده از سنت سده‌های پیشین و دیگری، توانایی سبک‌شناسی و بهره‌بردن از اصول بلاغت. او از طریق موضوعات و واژگان معیار، دربارهٔ لذت‌گرایی، تأسف برای مرگ، انسان و عشق عارفانه و مانند این‌ها سخن گفته؛ اما با هنرمندی و زبردستی در ادبیات و زبان‌شناسی، این قالب‌ها را بسیار فراتر از پیشینیانش به‌کار گرفته‌است.

## مدح در غزل
به‌باور شبلی نعمانی، حافظ نخستین شاعری است که وسعت دامنهٔ موضوعات غزل را، با حفظ زبان تغزلی آن، از عشق به اخلاق، فلسفه، عرفان، وعظ و حتی سیاست گسترانید. برای سنجش سهم حافظ در تکامل غزل، باید اثرپذیری او را از پیشینیان و هم‌روزگارانش در نظر داشت.
حافظ در هردو زمینهٔ غزل و مدیحه انقلابی ایجاد کرد و جایگاهی برای غزل آفرید که پیشتر به قصیده اختصاص داشت. حافظ مانند دیگر شاعران، برای بلندپایگان شیراز مدیحه می‌سرود؛ اما به جای قصیده، از غزل استفاده می‌کرد. از آنجا که غزل بسیار کوتاه‌تر است، مدیحه به یک یا دو بیت در غزل محدود می‌شد و سایر بیت‌ها دربردارندهٴ عناصر عشق و بزم‌پرستی بودند. بنابراین، استعاره‌های کام‌گرایانه به محیط واقعی پیوند زده می‌شد؛ چنان که در شعر حافظ، به تعبیر ریپکا، معشوق  همان ممدوح بود.

## استقلال ابیات
یکی از مهم‌ترین شاخصه‌های سبک حافظ، استقلال ابیات و نبودِ «وحدت هنریِ» اشعار است. حتی تصور بر این است که نظم متنوعِ ابیات به یکنواختی اولیه تقلیل یافته‌است و هیچ وحدتِ حقیقی در این غزل‌ها وجود ندارد. شاید حافظ پس از ناکامی در بهبود استوارِ هرگونه موضوعی، به پریشانی متمایل شده باشد. این موضوع، گفتمانی قدیمی است؛ چنان که بنابر داستانی که پس از زمان خواندمیر منتشر شد، فرضیه‌ای هست که شاه شجاع نیز چنین انتقادی داشته‌است. استدلال‌هایی توسط آرتور آربری ارائه شده مبنی بر این که وحدت واقعی شعر حافظ موضوعی یا نمایشی در معنای کلاسیک غربی نیست، بلکه در بافتِ ظریفِ تصویرسازی و کنایه زدن به یک یا چند مفهومِ مرکزی نهفته است. آربری عقیده داشت که پس از تکامل قابلیت‌های هنری ساختار متعارف غزل — به‌ویژه در غزل سعدی — حافظ بر آن شد تا مفهوم تازه‌ای از غزل بیابد و «روشی موضوعی» آفرید؛ این‌گونه که در هر غزلی تعداد محدودی از مجموعه موضوعاتی را برمی‌گزیند که این موضوعات بسیار محدود و تا اندازهٔ زیادی قراردادی‌اند. این استدلال‌ها را یان ریپکا، ویکنز، رِدِر، مایکل هیلمن و دیگران رد کردند. برخی مانند سیروس شمیسا و بهاءالدین خرمشاهی بین ابیات رابطه‌ای قائلند که گاه چنان ظریف است که به‌سختی کشف می‌شود. خرمشاهی نوآوری اصلی حافظ را در تک‌بیت‌های مستقل و خوش‌مضمون او دانسته‌است؛ به اعتقاد وی، استقلالی که حافظ از این راه به غزل داده به میزان زیادی از ساختار سوره‌های قرآن تأثیر گرفته‌است. فِرِدْریش فایْت نیز معتقد بود در هر غزل از حافظ اندیشه‌ای هست که معانی عاشقانه، عارفانه و می‌پرستانه را به یک سو هدایت می‌کند؛ اگرچه در بسیاری از مواقع، چون نسخه‌برداران ترتیب بیت‌ها را بر هم زده‌اند، دریافتن این اندیشه به آسانی میسر نیست.
سبک شعر حافظ دارای سه فضای عاشقانه، عارفانه و مدحی است. خواجوی کرمانی برجسته‌ترین شاعر در این زمینه بود و حافظ با او مراوده داشت و علت این‌که برخی حافظ را دنباله‌روی خواجو در شعر می‌دانند، همین مراودهٔ و محشور بودن حافظ با خواجو در مدت توقف خواجو در شیراز بوده‌است. ازاین‌رو، شعر حافظ دارای ویژگی‌های شعری شاعران تلفیق مانند سلمان ساوجی، عماد فقیه، عبید زاکانی، ناصر بخارایی و خواجوی کرمانی است اما ویژگی‌های خاص خود را نیز دارد. محمد گلندام — دوست، هم‌درس و نیز جامع دیوان حافظ — به چندمعنایی بودن و یا ساحت‌های گوناگون معنایی به‌عنوان برخی از ویژگی‌های سبک حافظ اشاره می‌کند. سیروس شمیسا در دائرةالمعارف بزرگ اسلامی می‌گوید جامی در اشاره به سبک حافظ، او را به نزاری قهستانی مانند می‌داند که به‌احتمال بیشتر منظور وی، سبک شاعران تلفیق است. نیز جامی در نفحات الانس، از قبول شعر حافظ نزد صوفیه گزارش می‌کند که به ظرفیت گستردهٔ تفاسیر عرفانی شعر حافظ اشاره دارد، با آنکه به گفتهٔ جامی روشن نیست که حافظ در زمرهٔ صوفیان بوده باشد. به‌گفتهٔ شمیسا این موضوع به‌خاطر عاشقانه یا عارفانه بودن شعر حافظ در محور افقی و مدحی بودنش در محور عمودی است؛ و نیز دلیل دیگر آنکه حافظ با معانی ایهام تناسبی شعر را دارای چندمعنا می‌کند. بدین‌ترتیب، نظرات گذشتگان دربارهٔ ویژگی‌های سبک حافظ را می‌توان در چند مورد خلاصه کرد: ۱. عدم انسجام یا استقلال ابیات؛ ۲. چندمعنایی بودن؛ ۳. نزدیکی به شعر شاعران تلفیق؛ ۴. قوت وجه عرفانی شعر حافظ.

## تلفیق غزل عاشقانه و غزل عارفانه

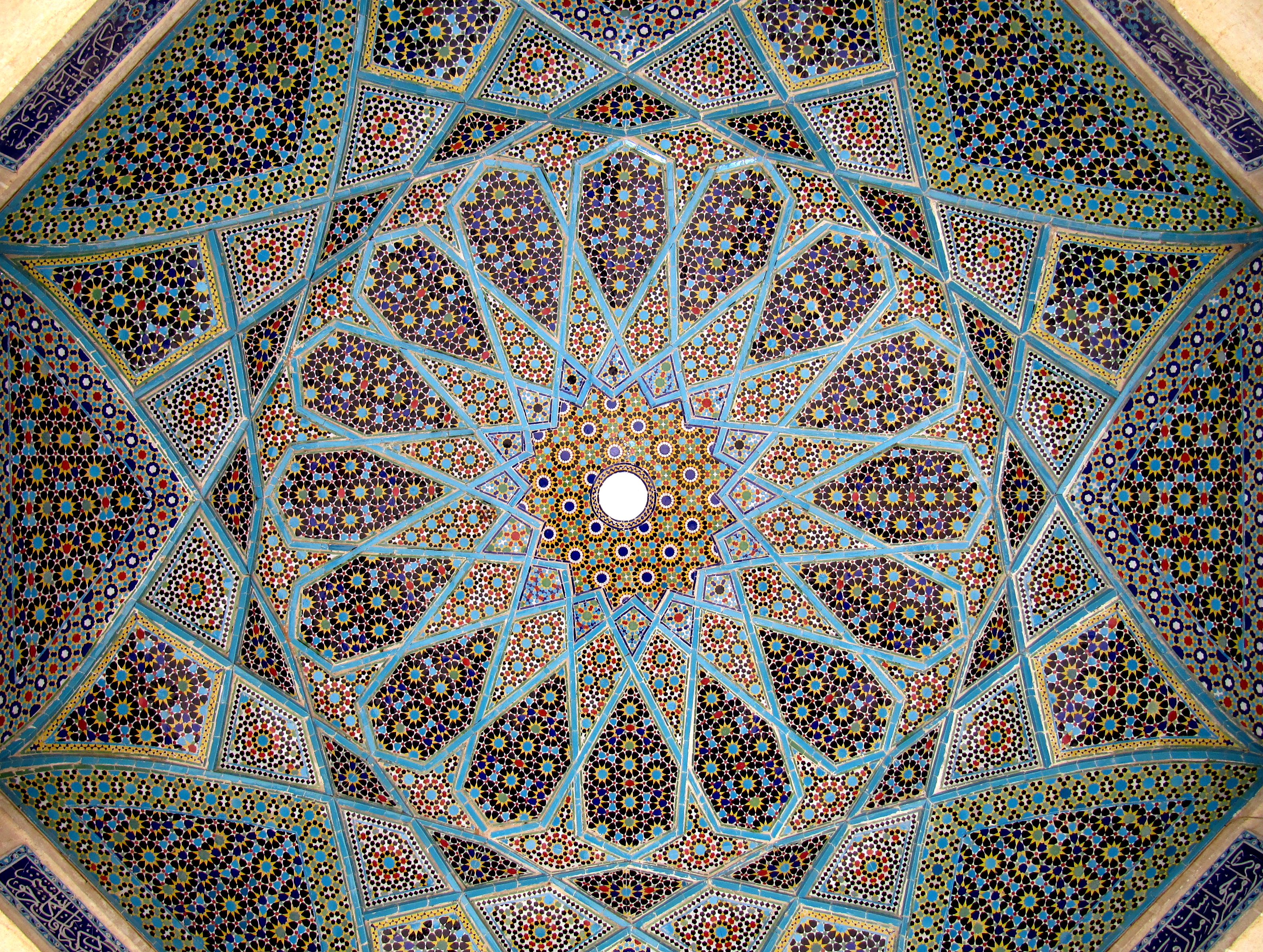
آرامگاه حافظ در شیراز

حافظ افکارِ مولوی و خیام را با سخنِ سعدی پیوند زد و از عناصرِ دیگر مانند طنز و نگرش‌های سیاسی و اجتماعی بر آن افزود. او غزل عاشقانه و عارفانه را با استفاده از صنعتِ ایهام، به یکدیگر پیوند زده‌است. غزلِ عاشقانه را سعدی، و غزلِ عارفانه را مولوی به اوج رسانده بودند، و بدین‌ترتیب غزل را دیگر یارایِ پیش رفتن نبود، بدین‌معنی که تلاشِ هر شاعری در هر کدام از طرفینِ غزل، بی‌ثمر بود؛ و تنها راه، آمیختنِ این دو به یکدیگر بود. اما تلفیقِ این دو غزل در شعرِ حافظ به عالی‌ترین وجه صورت پذیرفته و زبانِ بلیغ و هنرمندانه با مضامینی بلند گرد آمده‌است.

## موسیقی در شعر حافظ
ارسطو را اعتقاد بر این بود که سرچشمهٔ آفرینش شعر، غریزهٔ تقلید، محاکات و استعداد ادراک وزن و آهنگ است. موسیقی شعر حافظ نیز تعبیری دیگر از وزن به‌مفهوم عام آن و آراستن شعر به آهنگ به‌وسیلهٔ ردیف و قافیه ازیک‌سو، و بهره‌گیری از صنایع بدیع لفظی و معنوی ازدیگرسوست. ازاین‌رو، موسیقی شعر حافظ را در سه زمینه می‌توان دسته‌بندی کرد: ۱. موسیقی بیرونی؛ ۲. موسیقی درونی؛ ۳. موسیقی کناری. به‌باور شفیعی کدکنی، حافظ در سرودن اشعارش بسیار دقت می‌کرد و پس از سرایش نیز آنها را از نظر جذابیت و بداعت آوایی مورد بازبینی قرار می‌داد. حافظِ قرآن بودنش و دانشِ دقیقِ عملی‌اش دربارهٔ قواعدِ تجوید و ترتیل و چهارده روایتش، او را نسبت به هماهنگیِ میانِ آهنگ و متن، آواشناسی — به‌ویژه در جای تلفظ حروف بی‌صدا —، قواعد شبیه‌سازی، حلقی‌سازی، دماغی کردن و مانند اینها حساس‌تر کرده است. ازاین‌رو به‌نظر می‌رسد که او کاملاً آگاهانه اغلب الگوهای آوایی — به‌ویژه همخوان و جناس مصوت — را استفاده می‌کند که عموماً در شعر کلاسیک فارسی با اهداف سبکی بیان نشده‌اند.

### موسیقی بیرونی
موسیقی بیرونی همان وزن عروضی شعر است. ذوق و احساس حافظ در قلمرو وزن، بسیار لطیف و نیرومند است و فرم غنایی پراحساس غزل‌هایش اختصاصاً به شعر او تعلق دارد. شکی نیست که یکی از اهداف اشعار حافظ، تطبیق بر دستگاه‌های آواز ایرانی بوده و بی‌گمان حافظ موسیقی‌شناس یا موسیقی‌دان بوده‌است. افزون‌براین، شواهدی در شعر حافظ موجود است که نشان از صدای خوش حافظ دارد و آشنایی‌اش با گوشه‌های موسیقی ایرانی را تأیید می‌کند. با آنکه وزن عروضی بیشتر اشعار حافظ ۳ یا ۴ وزن است، اما او با ابداعی بزرگ، در موقعیت‌های گوناگون عاطفی و با بهره‌گیری از آهنگ واژگان و روش تقطیع افاعیل عروضیِ مرتبط به واژگان و حروف، جبران محدودیت وزنی را نموده و تنوع آفریده است. به‌باور شمیسا در قلمرو بهره‌گیری زبان ادبی — که مقصود بهره‌بردن از بدیع و بیان به حد کمال است — و برقراری روابط گوناگون موسیقایی و معنایی میان واژگان، حافظ بر همگان سبقت گرفته‌است. دو مفهوم «آهنگ کلام» و «بافت» — که یکی اصطلاحی موسیقایی و دیگری اصطلاحی در نقد ادبی است — در شعر حافظ سبب احساس موسیقی در شعر و نیز تأثیری متفاوت در شعرهای گاه با وزن یکسان شوند.

### وزن در شعر حافظ

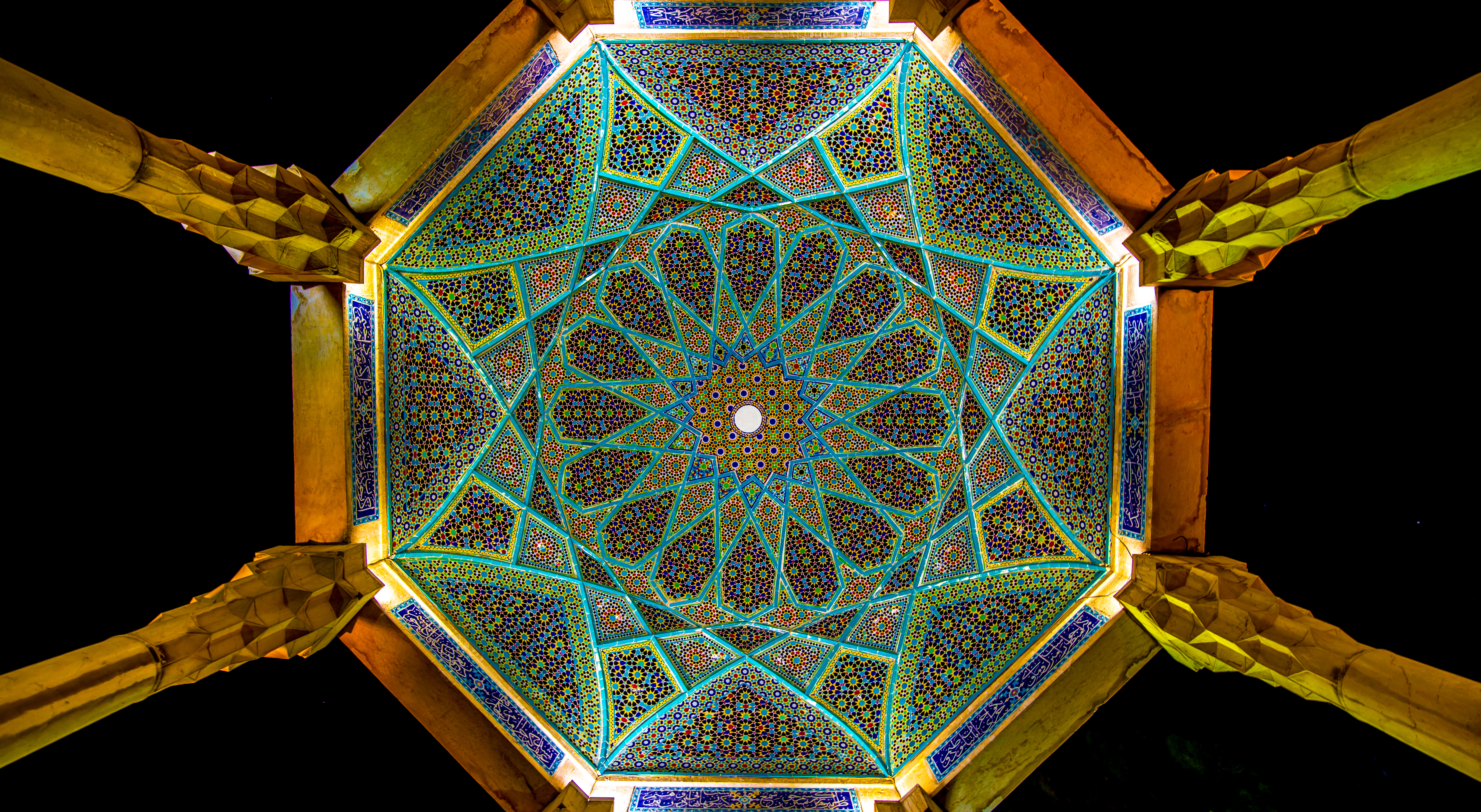
آرامگاه حافظ در شیراز

وزن‌های بیشتر اشعار حافظ را در دو دستهٔ کلی می‌توان بخش بست: ۱. وزن‌های جویباری که ترکیب افاعیل‌شان متنوع و ناهمسان است و شنیدن‌شان یکنواختی و تکرار را القا نمی‌کند و خوش‌آهنگ و گوش‌نوازند؛ مانند «دیدار شد میسر و بوس و کنار هم/از بخت شکر دارم و از روزگار هم». شفیعی کدکنی با نمونه‌گیری از ۱۰۰ غزل حافظ به این نتیجه رسیده که ۷۸٪ غزل‌ها در چهار وزن جویباری سروده شده‌است. ۲. وزن‌های خیزابی که متحرک و تند هستند و نظام ایقاعی افاعیل عروضی‌شان در بیشتر موارد طوری است که در مقاطعی، نیاز به تکرار در ذهن شنونده را موجب می‌شود. در بدیع سنتی، چنین شعری را شعر مسجع یا مسمط مجزا می‌نامند، مانند «پشمینه‌پوش تندخو، از عشق نشنیده‌است بو/از مستی‌اش رمزی بگو تا ترک هشیاری کند»

### موسیقی درونی
موسیقی درونی از وحدت یا شباهت یا تضاد در آواهای مصوت‌ها و صامت‌های واژگان شعر حاصل می‌شود. در شعر حافظ موسیقی درونی برپایهٔ عواملی آفریده می‌شوند که عبارتند از: ۱. استفاده از واژگانِ مختلف‌المعنا که حروف و حرکات همانند یا مشابه داشته باشند. این عامل در موسیقی درونی شعر حافظ بسیار دیده می‌شود، مانند انواع جناس اعم از جناس تام، جناس ناقص یا محرّف، جناس زاید، جناس لفظی، جناس اشتقاق و جناس مرکب؛ ۲. هماوایی یا گزینش واژگانی که حرف آغازین یکسان داشته باشند و به‌عبارتی دارای نغمهٔ حروف باشند؛ ۳. تکرار یا تکریر که از عوامل بدیع لفظی است و عبارت است از تکرار واژه‌ای با معنی یکسان در یک بیت. در گونه‌ای از تکرار واژه یا عبارتی در آغاز ابیات تکرار شود. نقطهٔ اوج این عامل، در پرسش و پاسخ در ابتدای مصراع‌های اول و مصراع‌های دوم است؛ ۴. تکیه که عبارت از تکیهٔ تلفظ واژگان بر هجاهای گوناگون آن‌هاست و سبب القای معانی مختلف از آن واژگان می‌شود؛ ۵. بهره‌گیری از واژگان زنگ‌دار یا تأکید و تکیه بر حروف پرطنین برخی واژگان است؛ ۶. ازدواج یا بهره‌گیری از واژگان با سجعی همسان یا همسو؛ ۷. تتابع اضافاتی که هنرمندانه باشد.

#### واژگان موسیقایی
واژگان موسیقایی در شعر حافظ اهمیت ویژه‌ای دارند. او از بسیاری از کلمات در معانی عمومی آهنگ، کوک، هوا، آواز و یا موسیقی بهره می‌برد، خواه صداها با آلات موسیقی تولید شده باشند و یا با اصوات دیگر. این واژگان عبارتند از: آهنگ، آواز، بانگ، گلبانگ، نوا و صوت. به‌نظر معنای اصلی صدا در شعر حافظ، طنین است و کلماتی مانند زمزمه، بم و زیر، زیری و صفیر، زنگ صدا، زیر و بمی و یا حجم آن را توصیف می‌کنند و کلماتی مانند فریاد، ناله و خروش، نشان‌دهندهٔ اوج احساس در موسیقی است، چه از سوی آلات موسیقی و چه پرندگان یا انسان. او از اصطلاحات فنی که عبدالقادر مراغه‌ای ارائه کرد، استفاده نمی‌کند اما گاهی برای رساندن معنای فنی «صدای موسیقایی» یا «نت»، واژهٔ نغمه، و در دیگر موارد، معنای کلی آهنگ یا کوک را به‌کار می‌برد.
از دستگاه‌های موسیقی با نام‌های عراق، اصفهان، و حجاز و اصطلاحات فنی مانند عمل، بازگشت، خسروانی، پهلوی و ضرب اصول نام می‌برد. سازهای زهیِ رود، بربط، چنگ، دوتایی، رَباب، تنبور، عود، سازهایی هستند که در شعر حافظ به‌کار رفته‌اند و این در حالی است که حافظ از هیچ‌یک از سازهای بادیِ شیپوری یا بوقی مانند بوق، کرنا، شیپور، سرنا و شور، استفاده نکرده است. تنها سازهای ارغنون و نی هستند که حافظ از آنها نام برده است. ارغنون نیز در معنی هارمونی موسیقی و اجرام آسمانی آمده است همانند قانون که یک بار به کار رفته و آن هم در معنای هارمونی. نی در شعر حافظ دارای صدای آهنگین، صدای محزون و یا حتی صدای انسانی مشخص است و پس از چنگ بیشترین تکرار را دارد و اغلب در کنار سازی دیگر مانند دف، چنگ، بربط و یا عود می‌آید. هیچ‌یک از سازهای کوبه‌ای شناخته‌شده مانند تنبک، دهل، تبیره، نقاره و سنج نیز در بافتی موسیقایی در شعر حافظ نیامده‌اند؛ جز در یک مورد که نشان می‌دهد ساقی در هنگام خواندن شاعر، بر کاسه‌ای واژگون ضرب می‌گیرد. از سوی دیگر بسیاری از درام‌ها و زنگ‌هایی که برای اعلان یا اطلاع زده می‌شوند مانند جرس، درا، زنگ کلیسا، ناقوس و کوس در شعر حافظ آمده‌اند و بعضی نیز در معنایی اصطلاحی و غیرموسیقایی به‌کار رفته‌اند مانند طبل. تنها سازهای کوبه‌ای بهره‌برده در بافت موسیقایی در شعر حافظ، چغانه و دف هستند که هردو همراه با سازی همراهی‌کننده — که معمولاً چنگ یا نای است — استفاده می‌شوند که برای خلق ریتمی رقص‌انگیز به‌کار می‌روند.

### موسیقی کناری
موسیقی کناری عناصری را دربرمی‌گیرد که در پایان بیت یا مصراع می‌آیند و قافیه و ردیف مهم‌ترین آن‌ها هستند. قافیه به‌گونه‌ای زمینه را برای القای موسیقی شعر در ذهن آماده می‌کند. هنگامی که الفاظ متفاوت از نظر معنا و گاهی شکل ظاهری اما هم‌نوا در لحن و آهنگ تکرار شوند، لذتی از شنیدن یک نغمه در شنونده ایجاد می‌شود؛ مانند واژگان تیزهوش، می‌فروش، سخت‌کوش، نوش، خروش، سروش، هوش، گوش، خموش و پوش در غزل «دوش با من گفت پنهان کاردانی تیزهوش...». چگونگی قافیه و صامت‌ها و مصوت‌هایش سبب موسیقی شعر متناسب با حال و هوای عاطفی‌اش می‌شود؛ مانند واژگان قافیهٔ خاتمه‌یافته به «ـَ‌ق» به‌همراه ردیف «نکنیم» که حالتی خشم‌آگین و اعتراضی را در شنونده برمی‌انگیزاند. قافیه دستگاه تولیدکنندهٔ صوت دانسته شده‌است؛ چنانکه دو غزل با وزن و موضوعی یکسان و قافیه‌ای متفاوت، اثری متفاوت در خواننده ایجاد خواهد کرد و آهنگ خاص خود را خواهد داشت؛ مانند این سه غزل حافظ: «یا رب این نوگل خندان که سپردی به منش/...»، «من که باشم که بر آن خاطر عاطر گذرم/...» و «ای دل آن دم که خراب از می گلگون باشی/...». تکرار حرف روی تا نخستین متحرک در قافیه‌ها با حفظ معنی دلخواه، سبب اوج موسیقایی و دل‌فریبی شعر خواهد شد. در این غزل حافظ چنین است: «مرا می‌بینی و هر دم زیادت می‌کنی دردم/...»
اما ردیف — که از عوامل موسیقی شعر و اثرگذاری‌اش است — درصورت کاربرد هنرمندانه، معانی و مضامین تازه در ذهن شاعر به‌وجود می‌آورد. ردیف در نزدیک به ۸۰٪ غزل‌های خوب شعر فارسی به‌کار رفته و غزلِ بی‌ردیف و دارای لطافت و حُسن بسیار نادر است. پژوهشگران شمار غزل‌های مُرَدَّفِ شعر حافظ را ۹۸٪ اشعارش دانسته‌اند و این رقمْ بالاترین اندازه‌ای است که می‌توان تصور کرد. ردیف در شعر حافظ در معانی گوناگون استفاده شده‌است. بنابر پژوهشی، بسامدِ ردیف‌های گوناگونِ شعر حافظ از این قرار است: «است» ۱۵ بار، «بوده» ۱۰ بار، «دارد» ۹ بار، «کرد» و «را» ۷ بار، «دوست»، «نکرد»، «کنند» و «من است» ۳ بار؛ و ردیف‌های فعلی از این قرارند: فعل حال ۸۳ بار، فعل گذشته ۴۶ بار، فعل امر ۱۳ بار، فعل آینده ۵ بار و فعل نهی ۴ بار.
موسیقی معنوی شعر حافظ نیز بازتاب جهان‌بینی ویژهٔ اوست. این جهان‌بینی برآمده از اراده‌ای معطوف به آزادی است. در نخستین جلوهٔ این موسیقی، گوناگونی تقابل‌های صوری دیده می‌شود. دومین جلوه‌گاه آن، کیفیت و نوع تقابل‌هاست. سومین جلوه، اندازهٔ تقابل‌هاست. جز تقابل‌ها، همهٔ تناسب‌ها، تقارن‌ها و تشابهات معنایی در شعر حافظ، آفرینندهٔ موسیقی معنوی شعر اویند. تناقض‌نمایی، حس‌آمیزی، مطابقه، ایهام و مراعات نظیر نیز در ایجاد موسیقی معنوی شعر حافظ نقش دارند.

## به‌کارگیری صور خیال
زبان حافظ، شاعرانه و استعاری است. کلمات در اشعار حافظ ابعاد مختلفی دارند و با هم ارتباطات گوناگون و پیچیده‌ای برقرار می‌کنند. محققانی چون مرتضوی و خانلری، ایهام را مهم‌ترین مشخصهٴ زبان حافظ می‌دانند. شبلی و نیز بسیاری از منتقدان پس از او، مجموعهٔ صُوَرِ خیال را از ویژگی‌های مهم شعر حافظ برشمرده‌اند. به‌گفتهٔ دبروئین در دانشنامهٔ ایرانیکا، حافظ با دگرگونی‌های پی‌درپی در صور خیال و بن‌مایه‌ها سبب ایجاد این توهم می‌شود که موضوع شعر نیز تغییر می‌کند، درحالی‌که شاید چنین نباشد. ازاین‌رو، برای تحلیل درست غزل حافظ باید مرز ظریف میان موضوع بیان‌شده و روش‌های گوناگونِ بیان آن موضوع را در نظر داشت. به‌خاطر آرایش پیوسته در دگرگونی مجموعهٔ سرشار و پیچیده‌ای از صور خیال در غزل حافظ، معمولاً چنین تصور می‌شود که ابیات از یکدیگر مستقلند و غزل فاقد ساختاری کلی و جامع است. در واقع شاید این تصور، سبب وجود تفاوت در چینش ابیات در نسخه‌های گوناگونی باشد که نتیجهٔ بررسی‌های نسخه‌شناسی است. بدین‌ترتیب، تردیدی نیست که بهره‌گیری از استعاره‌های چندگانه برای نمایش درون‌مایه‌ای واحد، جنبه‌ای واقعی از هنر شعری حافظ است. نمونه‌ای خوب از هنر حافظ، استعاره‌هایی است که یکی به‌جای دیگری در چهار بیت نخست غزلی جهت توصیف معشوق آورده شده‌است؛ چنانکه معشوق ابتدا به «غزال»، سپس «شکرفروش»، سوم «گل» و سرانجام «صیاد پرندگان» مانند می‌شود. و در برابر، عاشق نخست «سر به کوه و بیابان نهاده»، دوم «طوطی شکرخا»، سوم «عندلیب شیدا» و درنهایت «مرغ دانا» تصویر شده‌است. دبروئین می‌گوید مردمان روزگار حافظ به حل این مسئله فراخوانده می‌شدند تا با همهٔ این عناصر تصورآفرین، معنای کاملی بیافرینند. تفسیرگر امروزی شعر حافظ به این نکته باید توجه داشته باشد که آن مردمان با سرچشمه و گنجینه‌ای که شاعر صور خیال خویش را از آن برمی‌گزیند آشنا بودند و ازاین‌رو بسیار بیشتر از مردمان امروز برای پذیرش شعر حافظ آمادگی داشتند.
چنانکه گذشت، نظرات گذشتگان بیشتر بر معنا دلالت دارد؛ اما در دورهٔ معاصر نظرات سبک‌شناسی هم بر معنا و هم صورت شعر است. پژوهشگران معاصر دریافتند که در موضوعِ چندمعناییِ شعر حافظ، باید ابعاد دیگر مانند مسائل سیاسی و اجتماعی یا اندیشهٔ خیامی را نیز درنظر داشت. مرتضوی ایهام را مهم‌ترین ویژگی شعر حافظ می‌دانند. آرتور آربری عدم انسجام ظاهری غزل را شیوهٔ حافظ می‌داند که خودش آن را آفریده است. احمد شاملو و مسعود فرزاد به برهم‌خوردن توالی ابیات اعتقاد دارند. خرمشاهی ریشهٔ ناپیوستگی ظاهری شعر حافظ را قرآن می‌داند و ساختار غزلش را اثرگرفته از قرآن. شاید بتوان در غزل‌های حافظ به‌مانند قرآن — که به‌باور برخی پژوهشگران ساختاری دایره‌ای و نیز متوازی دارد — چنین ساختاری یافت. شمیسا موضوعاتی مانند طنز، ایهام، عرفان، مدح، سیاست، رندی، قرآن و شیرین‌زبانی‌های بدیعی را از شاخصه‌های سبک حافظ می‌داند.

## طنز
ویژگی دیگر سبک حافظ، طنز است که برای نخستین بار گوته به آن پی برد. در میان پژوهشگران ایرانی، مرتضوی نخستین کسی بود که در کنار ایهام — اما نه به اندازهٔ آن — لحن «عنادی و استهزاآمیز» حافظ را مورد توجه قرار داد. دادبه طنز را ویژگی سبکی حافظ می‌داند که بسیاری از نمونه‌های ایهام، برای بیان طنز و انتقاد است. خرمشاهی نیز طنز و طربناکی را ویژگی شعر حافظ می‌داند. به‌گفتهٔ شمیسا در دائرةالمعارف بزرگ اسلامی، می‌توان با اطمینان ویژگی بنیادین سبک حافظ را ایهام و طنز دانست؛ اما این طنزها ظرافت بسیار دارند و برای درک‌شان نیاز به پیش‌زمینه‌های آگاهی در موضوعات عقاید کلامی، عرفانی و موضوعات اجتماعی روزگار حافظ است. شمیسا ادامه می‌دهد طنز حافظ را می‌توان طنز هوراسی دانست که طنزش بیشتر سبب نشاط است تا آزردگی و گاهم هم خویش را مورد طنز و انتقاد قرار می‌دهد. در مقایسه با «کمدی عالی» طنز حافظ را می‌توان «طنز متعالی» نامید که سبب خندهٔ روشنفکران می‌شود. دیگر ویژگی سبک حافظ، ساختارهای متضادنمایِ شعر او بیان شده‌است. این ویژگی شعر او را بیان‌کنندهٔ معنای مثبت یا معنای منفی می‌داند. ازسویی، طبیعی و ازدیگرسو غیرطبیعی جلوه می‌کند؛ در یک معنا حقیقی است و در معنایی دیگر دروغ. اگر طنز را نتیجه دهد، در بلاغت غربی «آیرونی» نامیده می‌شود، یعنی از سویی آسمانی — مثلاً مذهبی و عرفانی — و از سویی زمینی — مثلاً مدحی — است.

## اقتباس
به اعتقاد یان ریپکا، حافظ مضمون شعرهایش را ابداع نکرد، بلکه آن‌ها را از شعرهای شاعران پیشین یا هم‌عصر خود گرفت. با این حال، او «در محدودهٴ همین مفهوم‌های عرف‌پسند سنتی، از دوران و جامعه انتقاد نمود و احساسات و نیازهای خود را هم بیان کرد». به باور فتح‌الله مجتبایی در دانشنامه جهان اسلام، او در انتخاب بهترین ترکیب و معنا در میان شاعران فارسی‌زبان یگانه است. او در اشعارش اقتباساتی از شاعرانی چون رودکی و فردوسی و امیرمعزی تا معاصران خودش آورده و با مقایسهٔ اقتباس با کلام خود حافظ، می‌توان بلاغت و زیبایی بیشتر شعر او را دریافت؛ به‌شکلی که گویا او به‌قصد نشان دادن برتری هنری اشعار خویش به این اقتباسات دست زده است. سیروس شمیسا نیز می‌گوید حافظ توجه زیاد و حتی افراطی نسبت به شعرهای گذشتگان و معاصران داشت و از آنجا که شاعری صاحب سبک بود، این اقتباس‌ها در اشعار او استحاله و از شعر اصلی برجسته‌تر می‌شدند؛ تا آنجا که مردم آن‌ها را به نام حافظ می‌شناختند.